# Emma Lira
Emma Isabel Lira (Madrid, 1971) es una periodista, escritora, viajera española  licenciada en periodismo por la Universidad Complutense de Madrid.

## Trayectoria
Licenciada en Periodismo por la Universidad Complutense de Madrid. Comenzó trabajando en Diario16 y ejerció como redactora jefe en diferentes publicaciones. Apasionada de la arqueología, y gran conocedora de la cultura árabe, la historia de las religiones y, en especial, el islam. Ha viajado por el Magreb, Oriente Medio y el África Subsahariana en coche. 
En 2011 fue finalista del XVI Premio Fernando Lara con su novela Tras el Agua Grande, y dio el salto al relato largo publicando dos novelas: Búscame donde nacen los Dragos, (Plaza y Janés, 2013), Lo que esconden las olas, (Plaza y Janés, 2015).
Espejismo, viaje al Oriente desaparecido (2018),
Ponte en mi piel ,(Espasa, 2019) y El último árbol del paraíso, (Espasa, 2020)
En la actualidad, redacta guías de viaje para Lonely Planet, colabora con National Geographic, es miembro de la Sociedad Geográfica Española y ejerce como guía en destinos africanos como Etiopía, Marruecos o Madagascar.

## Obras
- Búscame donde nacen los dragos, (Plaza y Janés, 2013).[7]
- Lo que esconden las olas (Plaza y Janés, 2015).[8]
- Espejismo. Viaje al oriente desaparecido (En elaboración).[9]
- Ponte en mi piel (Espasa, 2019), basada en la historia de Petrus Gonsalvus
- El último árbol del paraíso |isbn=B.7.270-2020 (Espasa, 2020)
- Búscame donde nacen los dragos, edición 10.ª aniversario (Delmedio Ediciones, 2022)

## Premios y reconocimientos
- 2011 Finalista del XVI Premio Fernando Lara con su primera novela Tras el Agua Grande.[1]